# Despechá
Despechá és un senzill de la cantant, compositora i productora catalana Rosalía estrenada el 29 de Juliol de 2022. Rosalia va interpretar per primera vegada aquesta cançó el 6 de juliol durant el primer concert de la gira Motomami World Tour a Almeria. Despechá va aconseguir una gran popularitat a les xarxes abans del seu llançament, cosa que va fer que nombrosos mitjans de comunicació la consideressin la cançó de l'estiu fins i tot abans que fos publicada oficialment. Es va convertir en la primera cançó de Rosalia en solitari en posicionar-se entre les deu primeres posicions tant de la llista diària mundial de Spotify com de la llista mundial de Billboard.
Despechá és una de les diverses cançons inèdites que Rosalía va decidir incloure com a part dels concerts dela seva gira. La cantant va penjar un avançament de la versió d'estudi de la cançó el 13 d'agost.

## Premis i reconeixement de la crítica
La revista Rolling Stone va incloure "Despechá" a la seva llista de les millors cançons de l'any a la cinquena posició.

## Èxit comercial
"Despechá" es va convertir en el desè senzill de l'artista catalana en assolir el número 1 a la llista oficial espanyola (el tercer de la era Motomami) i està certificada amb 7 discos de platí.
El 20 de març del 2023 va obtenir el disc de diamant francès, que certifica més de 50 milions d'escoltes al país.